# هومن توکلیان
هومن توکلیان عضو ایرانی–آمریکایی اتحادیه جهانی کشتی، عضو کمیسیون «ورزش برای همه» اتحادیه جهانی کشتی، مربی کشتی، خَیر ورزشی و کشتی‌گیر سابق نیویورکی است. او در جام جهانی کشتی آزاد کرمانشاه، سرپرست تیم ملی کشتی آمریکا بود.

## رابط رسمی بینفدراسیون کشتی آمریکاوفدراسیون کشتی ایران
توکلیان که به عنوان رابط رسمی بین فدراسیون کشتی آمریکا و فدراسیون کشتی جمهوری اسلامی ایران، تلاش‌هایی دیپلماتیک زیادی در جهت ایجاد صلح داشت که منجر به صدور ویزا برای کشتی‌گیران آمریکایی برای حضور در جام جهانی کشتی آزاد کرمانشاه شد. بخاطر همین اقدامات دیپلماتیک، او نامزد دریافت جایزه «صلح ورزشی جهان» در سال ۲۰۱۷ شد.

سایت اتحادیه جهانی کشتی در این باره نوشت:
توکلیان که کشتی‌گیر سابق نیویورک است، چندین سال تلاش کرد تا رابطه و ارتباط معناداری بین فدراسیون‌های کشتی ایران و آمریکا برقرار کند. در سال ۲۰۱۷ اقدامات او در مورد حضور تیم کشتی آمریکا در جام جهانی ۲۰۱۷ کشتی آزاد که در ایران برگزار می‌شد حیاتی بود. این در حالی بود که دو کشور بر اساس رخدادهای جهانی از هم فاصله گرفته بودند.

## افتخارات
توکلیان سومین ایرانی است که در تاریخ کشتی آمریکا موفق به عضویت در «تالار افتخارات و مشاهیر کشتی آمریکا» شده‌است.
او همچنین به‌عنوان یکی از ۵۰ ایرانی-آمریکایی تأثیرگذار در آمریکاست.

## اقدامات خیرخواهانه
از جمله اقدامات خیریه توکلیان در ایران می‌توان به خرید تشک و امکانات ورزشی برای سالن‌های کشتی و تهیه پوشاک ورزشی برای شاغلین در رشته کشتی اشاره کرد. او همچنین صاحب امتیاز دو بورسیه تحصیلی در دانشگاه‌های معتبر آمریکا است که هر ساله آن را به صورت رایگان در اختیار جوانان ورزشکار قرار می‌دهد. توکلیان یکی از اعضای انجمن خیریه واقع در شهر نیویورک است که در تشریح فعالیت‌های این انجمن بیان کرده‌است:
ما بنیان‌گذار و میزبان مسابقات خیریه بین‌المللی کشتی میدان تایمز هستیم که درآمدهای حاصله از آن خرج فعالیت‌های خیریه می‌شود و خیلی خوشحال هستم که توانستم باعث حضور تیم ملی ایران در این جام نیز باشم.
- در پی حملهٔ انتحاری عوامل وابسته به گروه تروریستی داعش به یک باشگاه ورزشی در محله‌ای شیعه‌نشین در غرب کابل، هومن توکلیان یک کمپین جهانی برای جمع‌آوری کمک‌ها، تأمین هزینه‌های مورد نیاز برای بازسازی باشگاه و کمک به خانوادهٔ زخمی‌ها و بازماندگان ایجاد کرد.[۸]
- در پی سیل نوروز ۱۳۹۸ شهرستان پلدختر با نفوذ آب به تنها خانه کشتی این شهرستان، خسارات زیادی به این سالن کشتی وارد شد که این خسارات توسط مؤسسه خیریه هومن توکلیان جبران شد.[۹]